# Universitatea din Rennes 2
Universitatea din Rennes 2 este situată în Rennes. Aici studiază 17 mii de studenți.